# Froggattella latispina
Froggattella latispina är en myrart som beskrevs av Wheeler 1936. Froggattella latispina ingår i släktet Froggattella och familjen myror. Inga underarter finns listade i Catalogue of Life.